# Kalanchoe schizophylla

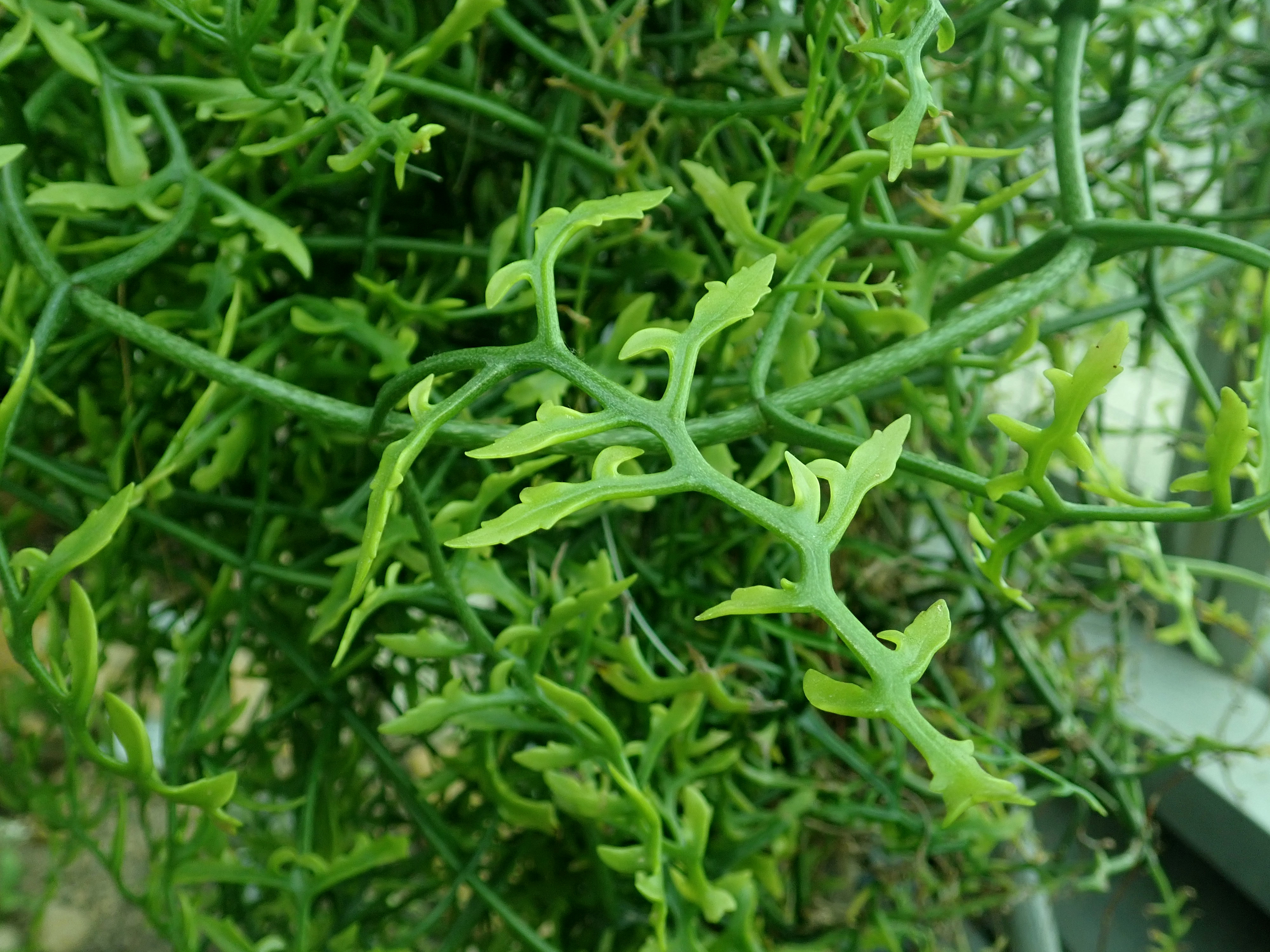
Fulles dividides

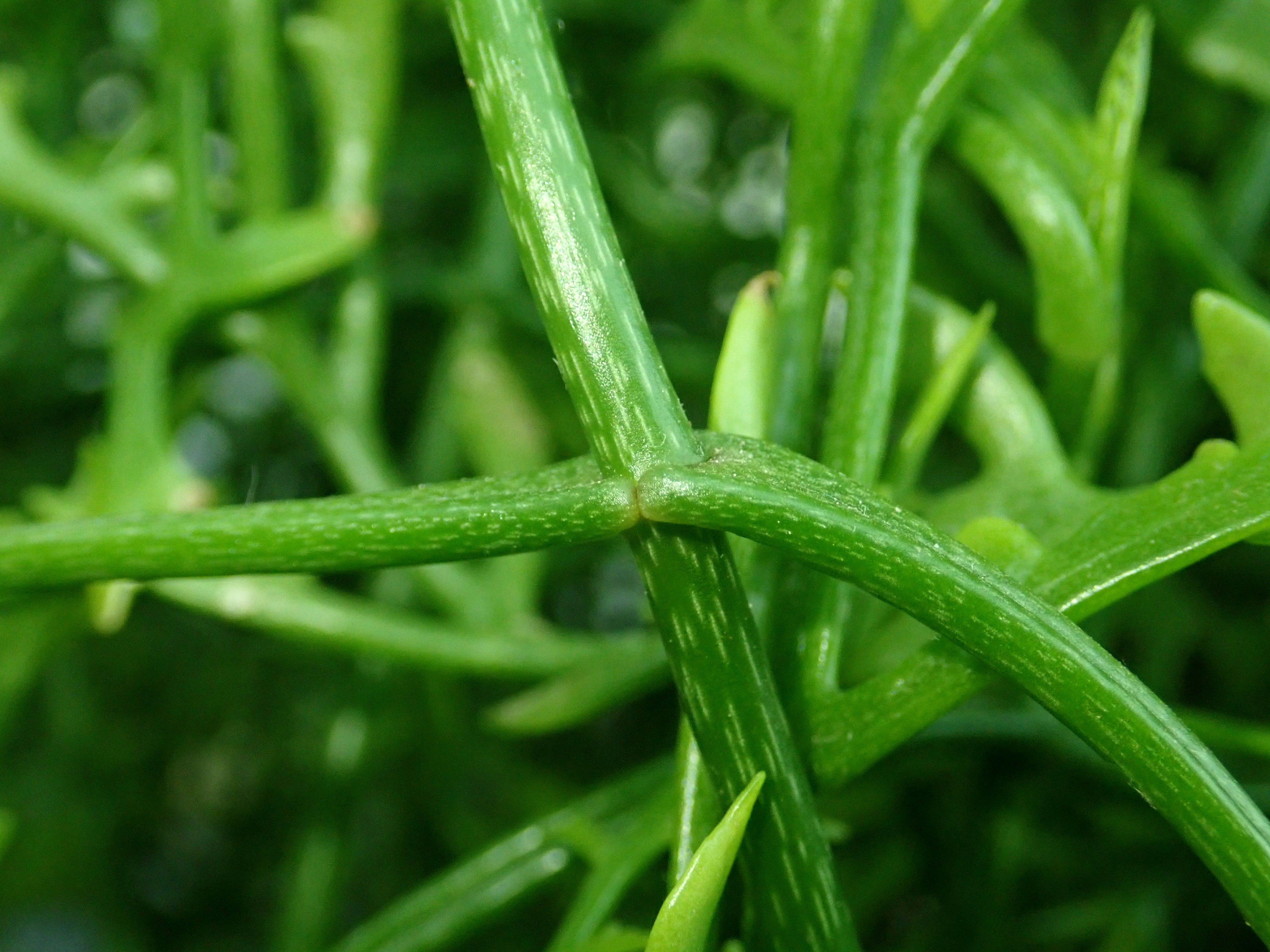
Pecíols amplexicaule

Kalanchoe schizophylla és una espècie de planta suculenta del gènere Kalanchoe, que pertany a la família Crassulaceae.

## Descripció
És una planta perenne enfiladissa, totalment glabra, de vegades epífita.
Les tiges són teretes, esveltes, una mica llenyoses a la base, enfiladisses, de 3 a 8 m.
Les fulles són peciolades, pinnades, pecíol estret, amplexicaule, de 3 a 5 mm, de forma variable de la làmina, base llarga atenuada, segments en 6 a 8 parells, lineals, subsencers, obtusos a la punta, recurvats, de 8 a 15 cm.
Les inflorescències en panícules molt grans, de poques flors, que produeixen propàguls, pedicels prims, flexuosos, de 4 a 8 mm.
Les flors són pèndules; calze campanulat, de color verd, tub d'1,5 a 2 mm; sèpals deltoides, cuspidats aguts, de 3 a 3,5 mm de llarg i de 2,7 a 3 mm d'ample; corol·la urceolada a campanulada, de color vermell brillant a violeta; tub ± 4 angulars, de 13 a 17 mm; pètals oblongs-ovats, emarginats, d'1,5 a 4 mm de llarg i d'uns 2 mm d'ample; estams força sobresortints.
Aquesta és una de les poques espècies enfiladisses del gènere, juntament amb K. beauverdii. Les fulles variables són molt decoratives i les plantes es conreen fàcilment.

## Distribució
Planta endèmica del centre de Madagascar. Creix en llocs humits dels boscos.

## Taxonomia
Kalanchoe schizophylla va ser descrita per Henri Ernest Baillon (Baill.) i publicada al Bulletin Mensuel de la Société Linnéenne de Paris. 469. 1885.

#### Etimologia
Kalanchoe és un nom genèric que deriva de la paraula cantonesa kalan chauhuy, 伽藍菜 que significa 'allò que cau i creix'.
schizophylla: epítet llatí que significa 'fulles dividides'.

#### Sinonímia
- Kitchingia schizophylla  Baker (1884) / Bryophyllum schizophyllum  (Baker) A.Berger (1930)